# 스톱 (영화)
"스톱" (Stop)은 2015년 드라마 영화이다. 김기덕이 감독과 각본을 맡았으며, 일본에서 촬영되었다. 2015년 카를로비바리 영화제에서 처음 공개되었으며, 대한민국에는 2016년 12월 8일에 개봉하였다.

## 줄거리
일본 후쿠시마 원자로 사고로 방사능에 노출된 젊은 부부의 이야기를 다룬다.

## 출연
- 호리 나츠코
- 나카에 츠바사